# DJ Kentaro
DJ Kentaro, de son vrai nom Kentaro Okamoto, est un DJ japonais, né en 1982. En 2002 il remporte le championnat du monde DMC avec le meilleur score jamais obtenu (1200 points). C'est aussi le premier japonais à remporter un tel championnat.
Il est signé sur le label britannique Ninja Tune.

## Récompenses
- 2000 ITF Japan - 2e place
- 2000 VESTAX Extravaganza - Finaliste
- 2001 Championnats DJ juniors - Champion
- 2001 DMC Japan - Champion
- 2001 DMC World - 3e place
- 2002 DMC Japan - Champion
- 2002 DMC World - Champion

## Discographie
- 2005 On the Wheels of Solid Steel (mix, live)
- 2007 Free (maxi)
- 2007 Enter
- 2008 Tuff Cuts (Pressure Sounds PSCD60)
- 2009 DJ Kentaro & The Revolutionaries - Kunta Kinte 12" Remix (Pressure Sounds PSTI005)
- 2012 Contrast